# Hvem har taget mine tænder?
Hvem har taget mine tænder? er en amerikansk film fra 1989 instrueret af Robert Bierman.

## Medvirkende
- Nicolas Cage som Peter Loew
- Maria Conchita Alonso som Alva Restrepo
- Jennifer Beals som Rachel
- Elizabeth Ashley som Dr. Glaser
- Kasi Lemmons som Jackie
- Bob Lujan som Emilio
- Jessica Lundy som Sharon
- Johnny Walker som Donald
- Boris Leskin som Fantasy Cabbie
- Michael Knowles som Andrew